# Forêts alpines transitionnelles du Nord
Localisation
Les forêts alpines transitionnelles du Nord (Northern transitional alpine forests) sont une écorégion terrestre nord-américaine du type Forêts de conifères tempérées du World Wildlife Fund.  

## Répartition
Cette écorégion occupe le centre-ouest de la Colombie-Britannique.  

## Climat
La température varie beaucoup selon l'altitude, mais oscille en moyenne entre 13 °C à l'été et −9,5 °C à l'hiver.  Le taux de précipitations annuel varie entre 2 500 mm dans la vallée de la rivière Nass dans l'ouest de l'écorégion et 600 mm dans les chaînes Bulkley plus à l'est.  

## Caractéristiques biologiques

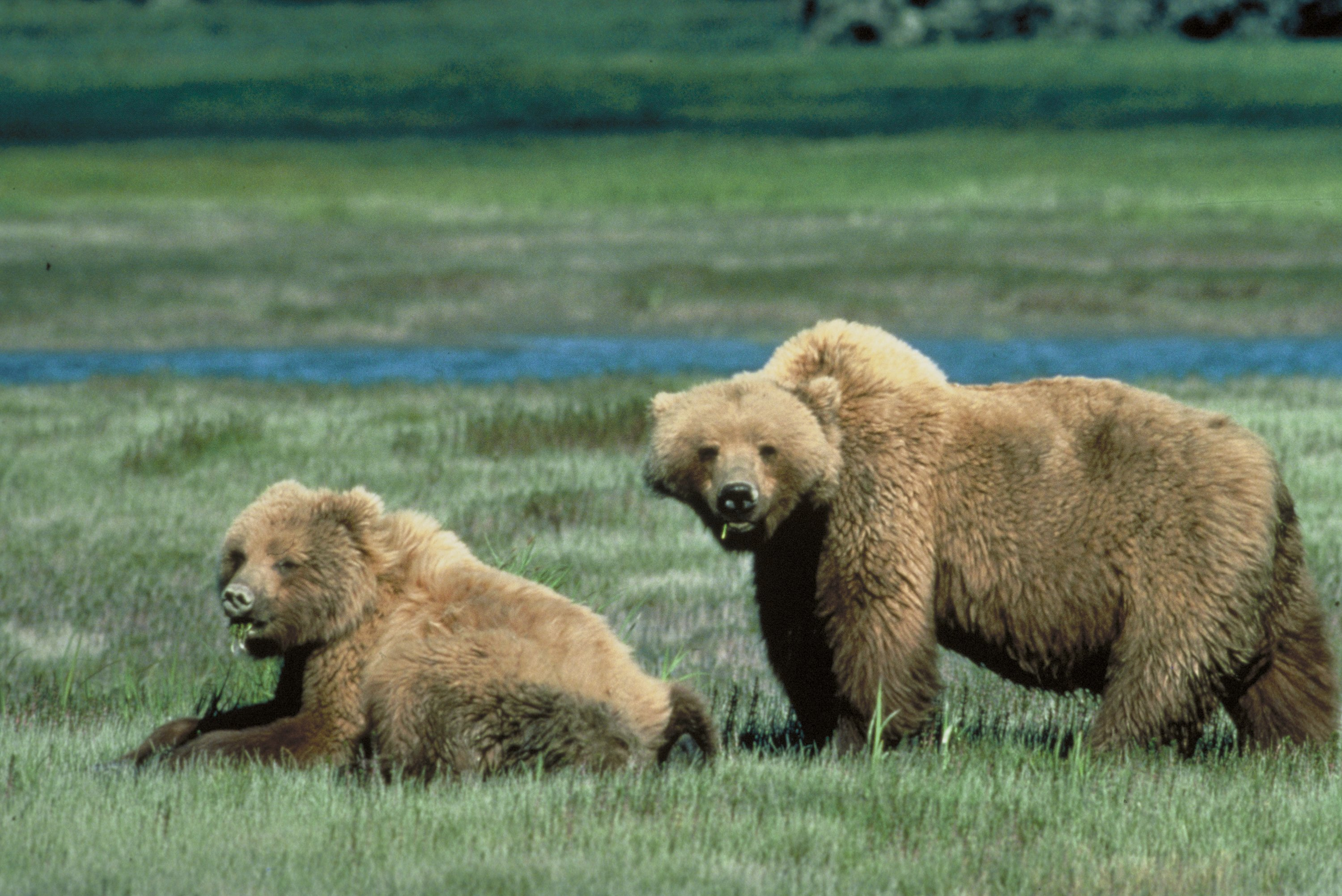
Les Grizzlys sont abondants dans cette écorégion.

Les forêts humides en basse altitude sont dominées par le cèdre de l'Ouest et la pruche de l'Ouest.  Les zones subalpines et humides dans l'ouest de l'écorégion sont dominées par la pruche subalpine alors que dans les régions plus arides, le pin tordu, l'épinette d'Engelmann, le sapin subalpin sont plus communs.  La végétation toundrique des zones alpines se compose d'éricacées, de carex et de Dryas hookeriana. 

## Conservation
Cette écorégion est intacte dans une proportion de 75 %.  L'exploitation forestière en basse altitude est la principale cause de perturbation.